# Авіаносці типу «Форрестол»
Авіаносці типу «Форрестол» (англ. Forrestal-class aircraft carrier) - серія важких ударних авіаносців США 1950-х років.

## Представники
| Назва                    | Номер | Верф                   | Закладений          | Спущений на воду     | Вступив у стрій     | Доля                                                                 |
| ------------------------ | ----- | ---------------------- | ------------------- | -------------------- | ------------------- | -------------------------------------------------------------------- |
| Форрестол Forrestal      | CV-59 | NNS                    | 14 липня 1952 року  | 11 грудня 1954 року  | 1 жовтня 1955 року  | знятий з озброєння 11 вересня 1993 року, пущений на злам у 2014 році |
| Саратога Saratoga        | CV-60 | верф флота у Нью-Йорку | 16 лютого 1953 року | 8 жовтня 1955 року   | 14 квітня 1956 року | знятий з озброєння 20 серпня 1994 року, пущений на здам у 2014 році  |
| Рейнджер Ranger          | CV-61 | NNS                    | 2 серпня 1954 року  | 29 вересня 1956 року | 10 серпня 1957 року | знятий з озброєння 10 липня 1993 року, доля вирішується              |
| Індепенденс Independence | CV-62 | верф флота у Нью-Йорку | 1 липня 1955 року   | 6 червня 1958 року   | 3 квітня 1959 року  | знятий з озброєння 30 вересня 1998 року, доля вирішується            |

## Історія створення
Проєкт «Форрестол» став першим реалізованим післявоєнним проєктом авіаносця. При його розробці був всесторонньо врахований досвід війни, особливо у плані підвищення живучості та мореплавності. «Форрестоли» із самого початку розроблялись для базування важких літаків з ядерної зброї.

## Конструкція

### Корпус
Зовнішньо від попередніх авіаносців вони відрізнялись дуже високим надводним бортом та відносно невеликим островом. Ангар на 90-100 реактивних літаків (232 х 32 х 7,65 м) був зроблений закритим зі всіх сторін, крім кормового вікна. Дві протипожежні штори можуть розділяти ангар на три ізольовані відсіки. Управління механізмами приводу цих штор здійснюється з двох центральних протипожежних постів.
Політна палуба (316 х 76,8 м) була обладнана кутовою (10,5 градуса до діаметральної площини) посадковою ділянкою, довжина якої 76,8 м. Авіаносець отримав чотири парові катапульти. Дві з них (типу C-11, довжиною 75 м) встановили в носовій частині, ще дві (типу C-7, довжиною 70 м) - на кутовій палубі. Час перезарядження становить 25-30 с. Для зупинки літаків, що сідають на палубу, служив аерофінішер з п'ятьма тросами та аварійний бар'єр. Чотири бортових ліфти (21,9 х 15,2 м) могли піднімати машини масою до 50 тонн. Три ліфти встановлені з правого борту (два перед надбудовою, один позаду неї), один з лівого борту в носовій частині посадкової палуби.
Велику увагу проєктувальники приділили зменшенню розмірів острівної надбудови та розташуванню димової труби (з тим, щоб дим не закривав кормову частину палуби). Шестиярусна надбудова мала 34 метри в довжину та 14 метрів у висоту. В її стінці з правого борту було зроблено 8 отворів (2 х 3 м) для подачі повітря в котли, а всередині проходить димова труба.

### Бронювання та захист
По ватерлінії проходив 150-мм броньовий пояс. Надводний борт був прикритий 30-мм бронею, а позаду нього встановлена поздовжня перебірка. Тонка протиосколочна броня прикривала бокові стіни ангара та димоходи. Горизонтальний захист включав 45-мм політну палубу та ще дві броньовані палуби. Посилений протиторпедний захист мав глибину 7 метрів. Він включав п'ять поздовжніх перебірок з кожного борту, доведених по висоті до четвертої палуби. Четверта перебірка зроблена з 76-мм броні. Відсіки між перебірками заповнені паливом та водою.
Авіаносці типу «Форрестол» отримали також протиатомний захист. Він включав: 
- систему водяного захисту послаблення впливу радіоактивних опадів;
- дистанційне керування механізмами з постів, що має посилений захист від ударної хвилі, проникаючої радіації та інших факторів ядерного вибуху;
- систему дезактивації конструкцій та механізмів;
- герметизацію основних приміщень;
- систему автоматичного кондиціювання повітря та його регенерації;
- систему подачі повітря в котли
- сигнальну дозиметричну апаратуру.

### Енергетична установка
Машинно-котельні відділення для підвищення живучості були рознесені на чотири ешелони, по два котла та одній турбіні у кожному. Електроенергію виробляли 8 турбогенераторів по 1 500 кВт та 6 дизель-генераторів по 600 кВт. На кораблях використовується змінний трифазний струм напругою 450-1000 В.
Авіаносець керується трьома рулями. Його мореплавні якості дозволяють піднімати у повітря та приймати літаки при хвилюванні моря до 7 балів.

### Озброєння
Оборонне озброєння спочатку складалось з 8 одноствольних 127-мм універсальних гармат типу Mk.42 зі скорострільністю 40 пострілів за хвилину. Пізніше замість них були встановлені дві восьмизарядні пускові установки Mk.29 ЗРК RIM-7 Sea Sparrow та три 20-мм артилерійські установки малого калібру Phalanx CIWS, а також пускові установки 127-мм некерованих снарядів для постановки радіоелектронних завад.

### Авіація
Спочатку на авіаносцях типу «Форрестол» базувались:
- 1 ескадрилья важких штурмовиків;
- 4 ескадрильї легких штурмовиків;
- 2 ескадрильї винищувачів;
- 1 ескадрилья розвідників;
- 1 ескадрилья літаків ДРЛС.

Після виводу зі складу флоту протичовнових авіаносців на «Форрестоли» замість двох легких штурмових ескадрилей розмістили дві протичовнові ескадрильї.
Загальний запас авіаційного палива та озброєння становив 1,6 млн літрів та 5 900 тонн, що дозволяло вести бойові дії протягом 6-8 днів (при 4 літако-вильотах на добу).

### Радіотехнічне обладнання
Радіотехнічне обладнання включало в себе радари пошуку повітряних цілей AN/SPS-48 та 43A, пошуку цілей, що летять на низькій висоті AN/SPA-58, пошуку надводних цілей AN/SPS-10, навігаційного радіолокатора AN/SPN-10. Крім того, авіаносці були оснащені бойовою інформаційно-керуючою системою NTDS та радіонавігаційною системою TAKAH.

## Характеристика проєкту
Авіаносці типу «Ессекс» та «Мідвей» втратили своє значення ударних авіаносців після вступу у стрій авіаносців типу «Форрестол». Американці зразу проєктували їх із запасом на збільшення габаритів палубних літаків та завчасно передбачили можливість заміни їх обладнання. Велика вартість авіаносця, повна водотоннажність якого перевищила 76 000 тонн, окупилась, оскільки кораблі служили більше 40 років та застаріли фізично, але не морально - рідкісний випадок у світовому кораблебудуванні. Фактично, всі наступні американські авіаносці, до «Німіца» включно, по суті є модифікації «Форрестолів».
Неодноразові модифікації робили ці кораблі протягом всього строку служби цілком сучасними авіаносцями, проте на даний час вони виведені у резерв. Два кораблі були продані на злам, доля ще двох вирішується.
При цьому «Форрестол» використовувався як навчальний корабель, на якому проходили підготовку пілоти палубної авіації.

## Галерея

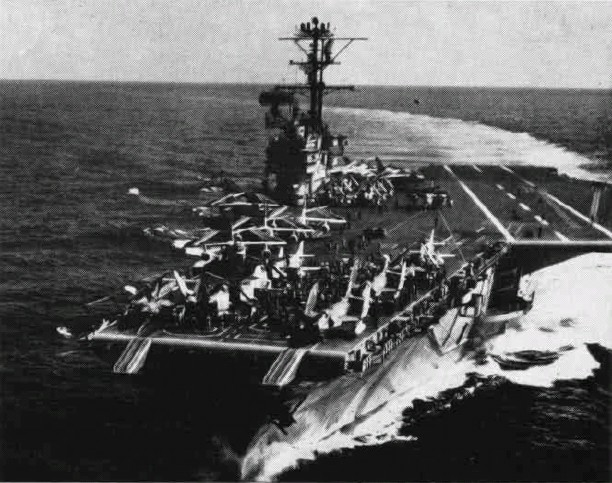
«Форрестол»
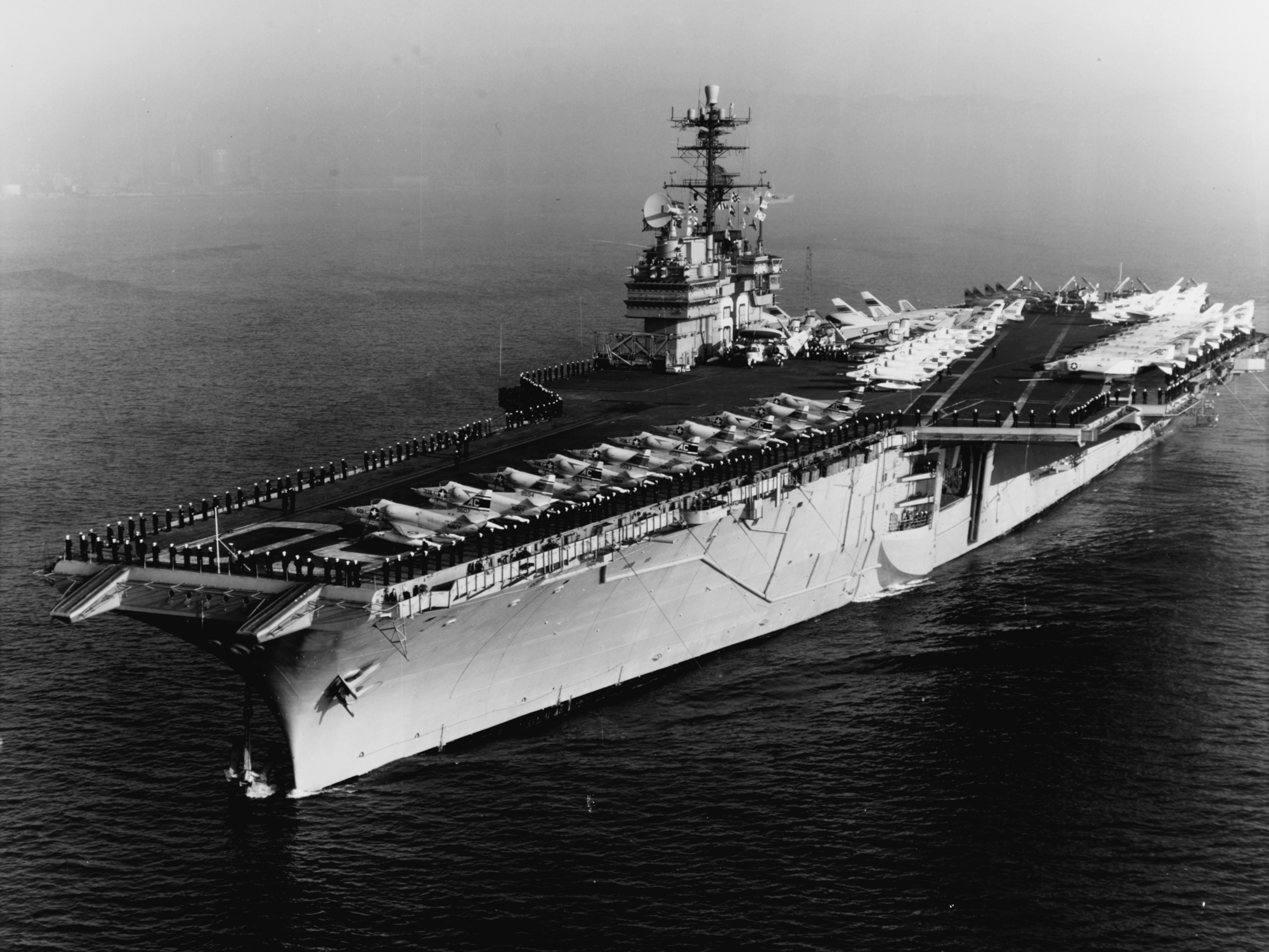
«Саратога»
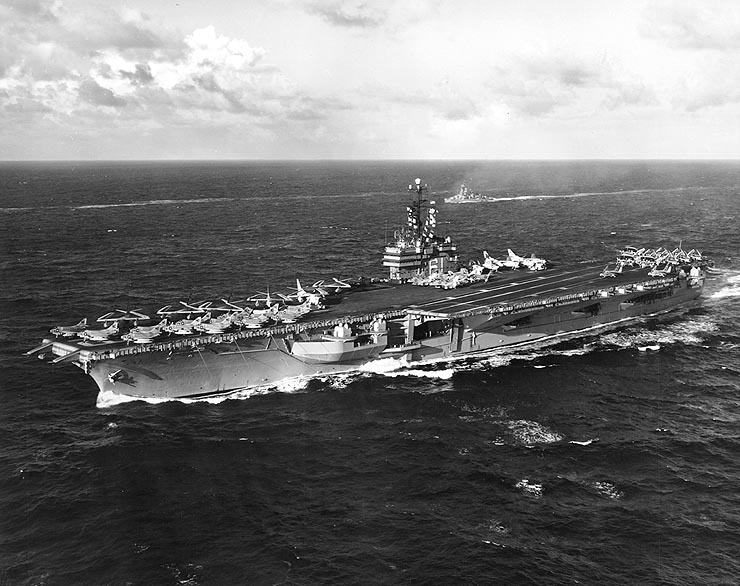
«Рейнджер»
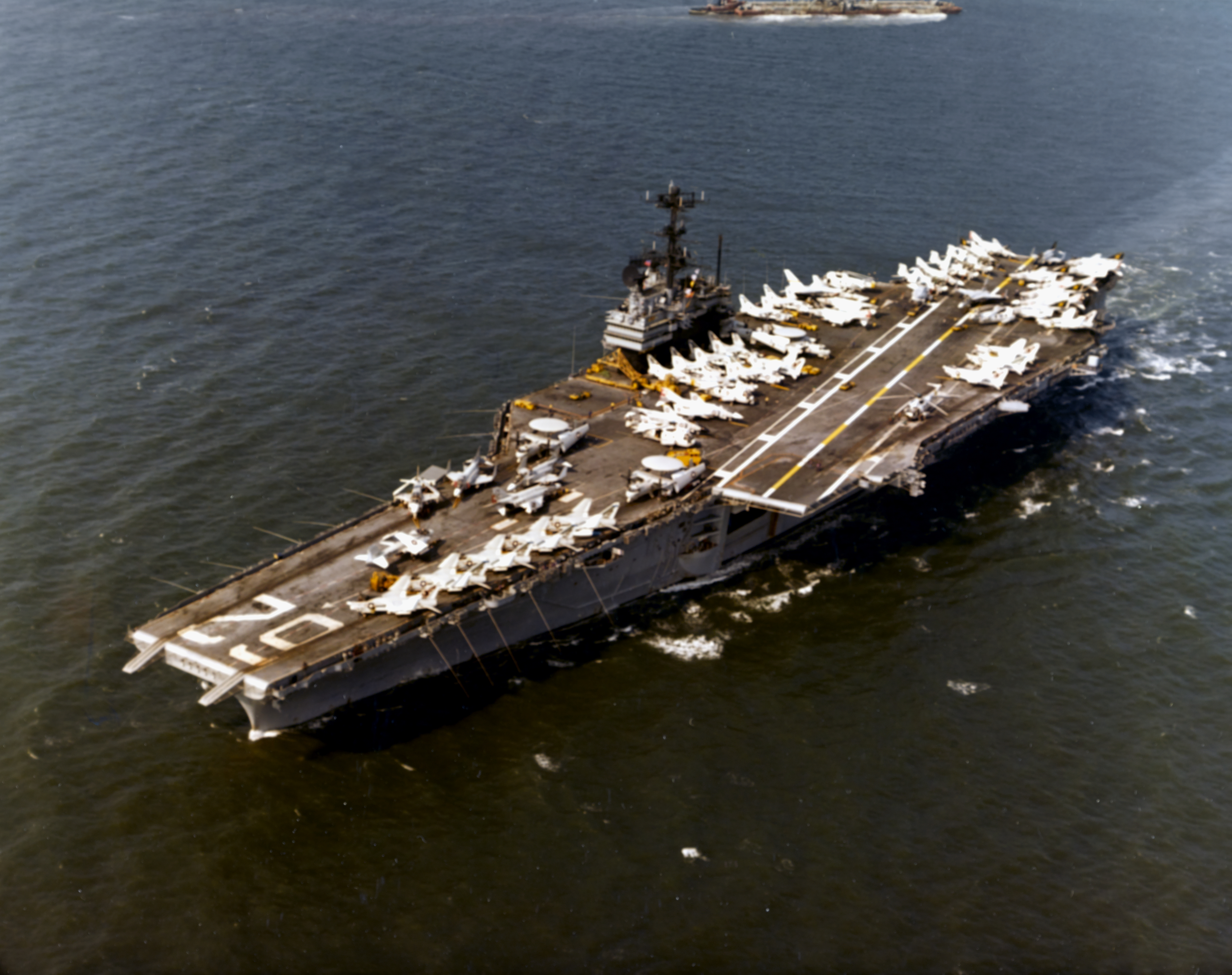
«Індепенденс»